# Georg Steiner (Politiker)
Georg Steiner (* 24. November 1886 in Podersdorf am See; † 12. April 1977 ebenda) war ein österreichischer Landwirt und Politiker. Steiner war verheiratet und Abgeordneter zum Burgenländischen Landtag.
Georg Steiner wurde als Sohn des Landwirts Franz Steiner aus Podersdorf geboren und wuchs mit seinem Bruder Franz Steiner auf. Er besuchte die Volksschule und war als Landwirt tätig. Steiner war von 1936 bis 1938 Bürgermeister von Podersdorf und vertrat den Stand „Land- und Forstwirtschaft“ vom 11. November 1934 bis zur Auflösung des Gremiums am 12. März 1938 im Burgenländischen Landtag. 